# Provincia di San Miguel
La provincia di San Miguel è una delle 13 province della regione di Cajamarca nel Perù.

## Capoluogo e data di fondazione
Il capoluogo è San Miguel de Pallaques.
La provincia è stata istituita il 29 settembre 1964.
Sindaco (alcalde) (2007-2010): Guillermo Espinoza Rodas

## Superficie e popolazione
- 2542,08 km²
- 56 497 abitanti (inei2005)

## Provincie confinanti
Confina a nord con la provincia di Santa Cruz e con la provincia di Hualgayoc; a est con la provincia di San Pablo; a sud con la provincia di Contumazá e a ovest con la regione di La Libertad e con la regione di Lambayeque.

## Geografia antropica

### Suddivisioni amministrative
È divisa in 13 distretti:
- Bolívar
- Calquis
- Catilluc
- El Prado
- La Florida
- Llapa
- Nanchoc
- Niepos
- San Gregorio
- San Miguel
- San Silvestre de Cochán
- Tongod
- Unión Agua Blanca

## Festività
- 24 giugno: San Giovanni
- 29 settembre: San Michele Arcangelo
- 29 dicembre: Madonna dell'Arco